# پنکو
پنکو (به اسپانیایی: Penco) یک شهرستان در شیلی است که در استان کنسپسیون واقع شده‌است. پنکو ۱۰۷٫۶ کیلومترمربع مساحت و ۴۶٬۱۷۶ نفر جمعیت دارد و ۱۱۵ متر بالاتر از سطح دریا واقع شده است.